# Гатикоев, Тенгиз Анатольевич
Тенги́з Анато́льевич Гатико́ев (18 августа 1970) — советский и российский футболист. Выступал на позициях полузащитника и нападающего.

## Карьера

### Клубная
Профессиональную карьеру игрока начал в 1991 году в составе «Торпедо» из Армавира, которое выступало во второй низшей союзной лиге. В дебютном сезоне провёл 38 матчей. После распада СССР перешёл в «Океан» из Находки, за который выступал полтора сезона, сыграв 15 матчей в высшей лиге страны. После чего играл в краснодарских клубах «Колос-д» и «Кубань».
Летом 1994 года перешёл в тольяттинскую «Ладу», где провёл восемь встреч. Сезон 1995 года провёл в составе любительского клуба «Изумруд» из Тимашёвска.
Перед началом сезона 1996 года стал игроком майкопской «Дружбы», но, проведя один сезон, покинул команду. С 1998 по 2000 год выступал в составе краснодарского «Динамо» в краевом первенстве. В 2001 году выступал в нальчикском «Спартаке», где семь раз появлялся на поле, забив один гол.
В 2002 году играл в любительском клубе «Кубань» из Усть-Лабинска, с которым дошёл до финала кубка Краснодарского края, где его клуб уступил «Уренгойгазпрому» из Анапы. Вторую половину 2002 года Тенгиз провёл в составе краснодарского «Вымпела», вместе с которым принимал участие в первом в России зимнем первенстве города по футболу, став победителем данного турнира. Завершил карьеру игрока в 2003 году в составе любительской команды «Нефтяник-Кубань» из Горячего Ключа.

## Статистика выступлений
| Команда                        | Сезон            | Чемпионат        | Чемпионат | Чемпионат | Кубок | Кубок | Итого | Итого |
| Команда                        | Сезон            | Уров.            | Игры      | Голы      | Игры  | Голы  | Игры  | Голы  |
| ------------------------------ | ---------------- | ---------------- | --------- | --------- | ----- | ----- | ----- | ----- |
| Торпедо (Армавир)              | 1991             | IV               | 38        | 6         | 0     | 0     | 38    | 6     |
| Океан (Находка)                | 1992             | I                | 12        | 0         | 0     | 0     | 12    | 0     |
| Океан (Находка)                | 1993             | I                | 3         | 0         | 2     | 0     | 5     | 0     |
| Океан (Находка)                | Итого            | Итого            | 15        | 2         | 0     | 0     | 17    | 0     |
| Океан-д (Находка)              | 1993             | III              | 2         | 1         | 0     | 0     | 2     | 1     |
| Колос-д (Краснодар)            | 1993             | III              | 1         | 0         | 0     | 0     | 1     | 0     |
| Кубань (Краснодар)             | 1993             | II               | 17        | 1         | 0     | 0     | 17    | 1     |
| Лада (Тольятти)                | 1994             | I                | 8         | 0         | 1     | 0     | 9     | 0     |
| Дружба (Майкоп)                | 1996             | II               | 29        | 2         | 1     | 0     | 30    | 2     |
| Коммунальник-Дружба-д (Майкоп) | 1996             | IV               | 1         | 0         | 0     | 0     | 1     | 0     |
| Спартак (Нальчик)              | 2001             | II               | 7         | 1         | 0     | 0     | 7     | 1     |
| Спартак-д (Нальчик)            | 2001             | IV               | 2         | 1         | 0     | 0     | 2     | 1     |
| Всего за карьеру               | Всего за карьеру | Всего за карьеру | 120       | 12        | 4     | 0     | 124   | 12    |

Источники:
- Статистика выступлений взята со спортивного медиа-портала Footballfacts.ru